# 土留
土留（どどめ、英語：retaining wall）とは、法面や段差の崩壊を防止するために設置される構造物である。自立式土留構造の土留は擁壁ともいう。仮設構造物においては、開削工法により掘削を行う場合に、周辺土砂の崩壊を防止すること、また、止水を目的として設けられる仮設構造物をいい、土留め壁と支保工からなる。土留め壁には親杭横矢板壁、鋼矢板壁、鋼管矢板、壁柱列式連続壁、および地中連続壁がある。

## 自立式土留構造
構造物自体の剛性と基礎部の水平抵抗によって、土留背面の土圧と水圧を支える工法。後述のもたれ式土留構造と比べて設置面積は狭くなるが、土圧に耐えうる強固な構造とするため費用は割高となる。主に直打ちコンクリートや鋼管杭等を用いる構造物が一般的である。

## もたれ式土留構造
構造物の自重と土留背面の土圧を、ある程度拮抗させて支える工法。自立式土留構造と比べて広い面積を要するが、構造物の厚さを薄くできることから費用は割安となる。多くの場合、水圧を逃すために背面に栗石層及び水抜きパイプを設置する。主に間知石、コンクリートブロック、石材等を用いる構造物が一般的である。背面の土圧を考慮しなくとも良い場合には、丸太を組み合わせた木製土留や木柵も用いられる。

### 目地
コンクリートや漆喰で目地を埋める土留構造を練積、目地を埋めない構造を空積と呼ぶ。

## 簡素な土留構造
半恒久的な機能が不要な場合には土嚢積み、丸太積み、板柵等の構造による土留が用いられる。これらの土留を造る際の止め釘や木杭に挿し木更新が可能なヤナギなどを使い、緑化を同時に進める手法を用いることもある。